# Вилдеман
Вилдеман (њем. Wildemann) град је у њемачкој савезној држави Доња Саксонија. Једно је од 15 општинских средишта округа Гослар. Према процјени из 2010. у граду је живјело 1.106 становника. Посједује регионалну шифру (AGS) 3153015.

## Географски и демографски подаци
Вилдеман се налази у савезној држави Доња Саксонија у округу Гослар. Град се налази на надморској висини од 390 метара. Површина општине износи 3,3 km². У самом граду је, према процјени из 2010. године, живјело 1.106 становника. Просјечна густина становништва износи 331 становника/km².

## Међународна сарадња
| Мјесто  | Држава | Врста сарадње | Од    |
| ------- | ------ | ------------- | ----- |
| Алервод | Данска | партнерство   | 1971. |
| Извор   |        |               |       |